# Agar-agar
Pour le groupe de musique, voir Agar Agar.
L'agar-agar (mot d'origine indonésienne-malaise, référencé E406 dans la liste des additifs alimentaires) est un produit gélifiant, dont la découverte faite au Japon en 1658 par Minoya Tarozaemon est souvent attribuée à tort à Fanny et Walther Hesse, ces derniers ayant découvert en 1881 son utilité comme milieu de culture en microbiologie. Il est appelé kanten au Japon où il est utilisé dans certaines pâtisseries traditionnelles comme les yōkan, ou sous forme de tokoroten.

## Description et préparation
L'agar-agar est un polymère de galactose (galactane) contenu dans la paroi cellulaire de certaines espèces d'algues rouges appartenant aux familles des Gelidiacées (Gelidium et Pterocladia) et des Gracilariacées (Gracilaria). Le mucilage extrait à chaud de ces algues donne après purification, déshydratation et broyage la poudre d'agar-agar utilisée essentiellement pour gélifier un grand nombre de produits alimentaires mais aussi les milieux nécessaires à la culture in vitro des micro-organismes. Il est alors commercialisé sous forme de longues barres transparentes ou en poudre. Cette substance s'utilise en très petites quantités. Elle n'a pratiquement ni goût ni couleur. C'est un liant et gélifiant végétal pouvant remplacer la gélatine animale. Il existe une multitude de recettes dans lesquelles l'agar-agar peut être utilisé : confitures, gelées de fruits, flans… La gelée se forme à condition que l'agar-agar dilué dans l'eau soit chauffé à 90 °C puis refroidi à une température de 40 °C environ. L'agar-agar permet de servir des mousses chaudes. L'agar-agar entre aussi dans la composition d'un aérogel appelé SEAgel qui est semblable à de l'aérogel organique, avec un goût et une consistance rappelant les gâteaux de riz.
L'agar-agar purifié, débarrassé de tous ses éléments minéraux, s'appelle l'agarose, utilisable selon son niveau de pureté dans diverses applications de biologie moléculaire.

### Méthode d'extraction
Les algues sont bouillies et filtrées. Le filtrat est refroidi pour lui permettre de gélifier, le gel est ensuite partiellement déshydraté par pressage ou congélation décongélation. Il est séché à l'air chaud ou au soleil avant d'être réduit en poudre.

### Espèces d'algues à agar-agar
- Gelidium
- Gracilaria
- Gracilariopsis
- Gelidiella
- Pterocladia
- Pterocladiella

## Propriétés

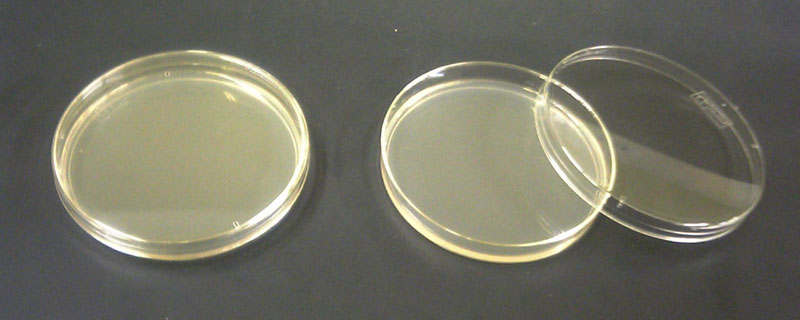
Des plaques d'agar (gélose cœur-cervelle, en boîte de Petri ø 100 mm) pour culture bactérienne.

- Les utilisations de l'agar-agar découlent de ses propriétés de gélification des solutions aqueuses. C'est le gélifiant naturel le plus puissant, son action est perceptible à partir de 0,1 %.
- Gélifiant alimentaire, il possède l'avantage d'être acalorique. Il n'est pas digéré dans l'estomac et l'intestin et il est peu fermentescible.
- L'agar-agar constitue la principale alternative végétarienne et naturelle à la gélatine animale, avec un résultat différent, plus ferme[8].
- Ses propriétés laxatives sont utilisées lors de troubles intestinaux.
- À forte dose, il provoquerait des flatulences.
- L'agar-agar sert également à réaliser des prises d'empreintes dans différents domaines allant de l'archéologie à la dentisterie car c'est un matériau précis qui se liquéfie au-dessus de 80 °C et gélifie en refroidissant. Mais il est peu utilisé car il nécessite beaucoup de matériel (pour chauffer, maintenir à température et refroidir), et d'organisation.
- Il sert de gélifiant des milieux de culture en microbiologie.
- Il sert de gélifiant pour les cultures in vitro de tissus végétaux ou animaux.
- Il est également utilisé en chimie pour la création de jonctions électrolytiques (ou « ponts ioniques ») dans les piles d'étude de couple rédox. Ce support gélifié est baigné le plus souvent par une solution de chlorure de potassium (KCl), ces ions n'interférant qu'avec peu de couples rédox. Il peut aussi servir de milieu de croissance de cristaux nécessitant très peu de perturbation.

## Utilisations

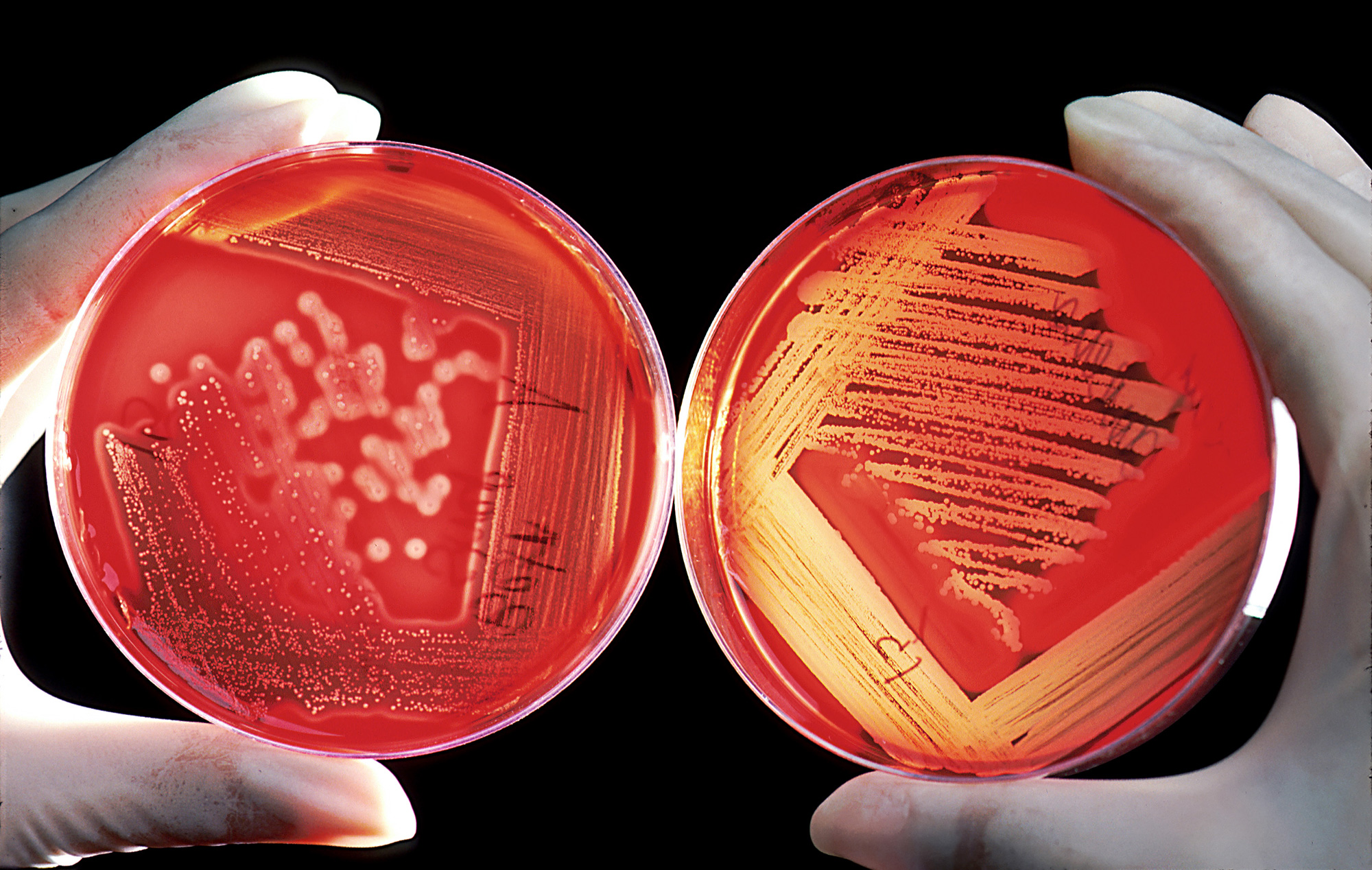
Une boîte utilisée pour la culture de bactéries sur un gel d'agar-agar.
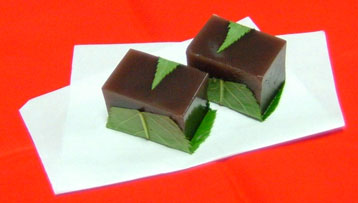
Utilisation culinaire dans un yōkan, gelée à base de haricot rouge et d'agar-agar, dans la cuisine japonaise.
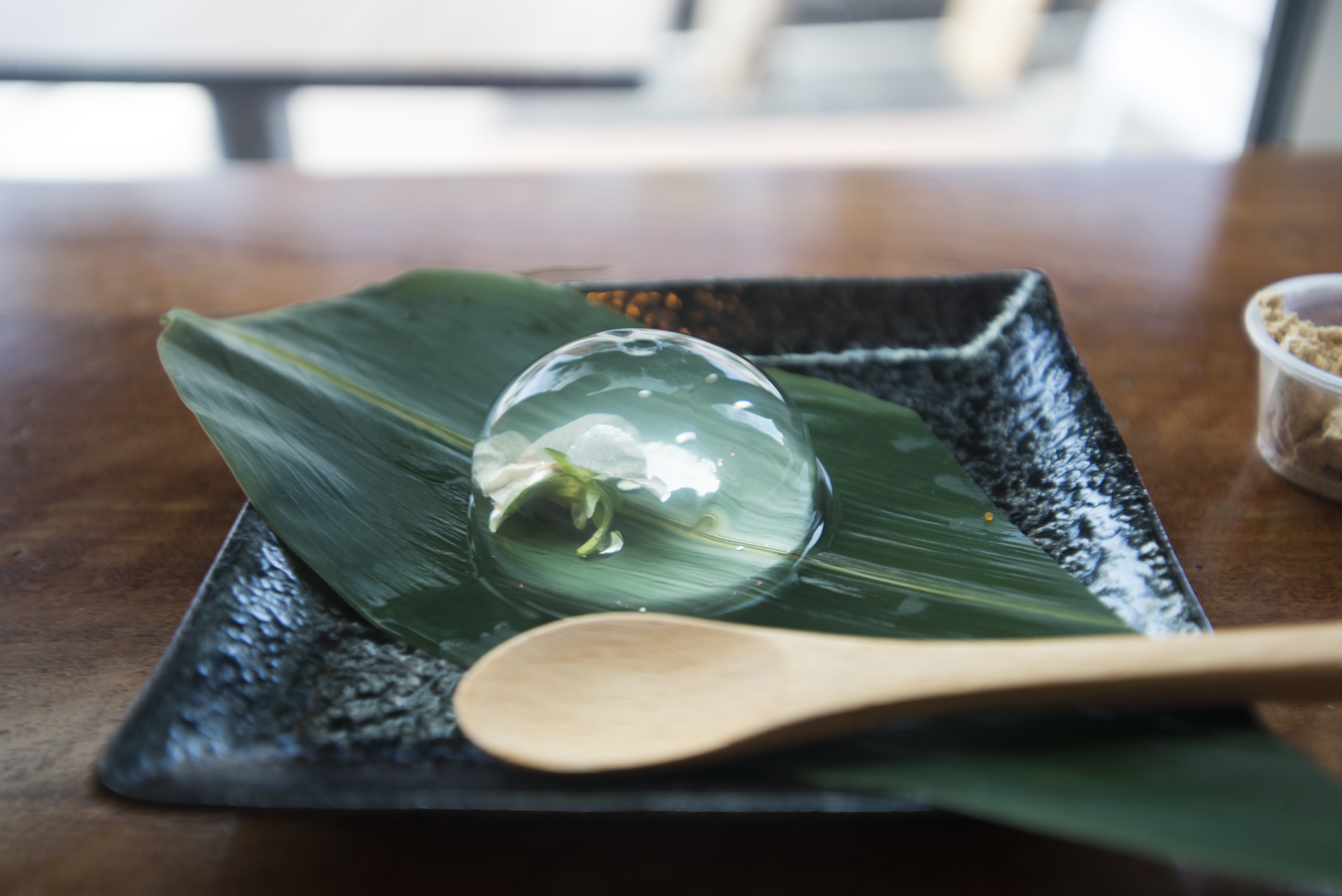
Une goutte d'eau, gâteau à base d'agar-agar et d'eau.

## Substance analogue
La carraghénane est un autre produit gélifiant dérivé d'algues rouges.

## Commerce
La France, en 2014, est nette importatrice d'agar-agar. Ont été exportées mensuellement en moyenne 13 t et importées 34 t, avec un prix moyen à l'import de 20 000 €/t.